# Gas d'acqua
Con il termine gas d'acqua si intende comunemente una miscela gassosa composta da idrogeno, monossido di carbonio e anidride carbonica in proporzioni che variano a seconda della temperatura a cui il gas viene generato.
Questo viene ottenuto insufflando, in gasogeni, vapor d'acqua su carbone rovente, la reazione sarà:
C + H2O(g) → CO + H2 ΔH = +28.400 cal/mole
A sua volta l'ossido di carbonio reagisce con l'acqua dando origine alla reazione:
CO + H2O(g) → CO2 + H2 ΔH = -9.800 cal/mole
Siccome la temperatura non è relativamente elevata e la reazione è esotermica, l'equilibrio sarà spostato a destra e quindi la reazione finale sarà data dalla somma:
C + 2 H2O(g) → CO2 + 2 H2 ΔH = +18.600 cal/mole
Essendo la prima e la terza reazione endotermiche bisogna alternare l'insufflazione di vapor d'acqua ed aria in modo tale da fornire il calore necessario.
Il processo avviene secondo 4 fasi: 
1. soffiaggio di aria,
2. soffiaggio di vapore ascendente,
3. soffiaggio di vapore discendente,
4. lavaggio.

Innanzitutto occorre raggiungere la temperatura opportuna, altrimenti non avverrà nessuna reazione. Quindi si insuffla aria (fase 1) e la reazione tra carbonio e ossigeno, essendo esotermica svilupperà calore, però si creerà sia monossido di carbonio che anidride carbonica; inizia ora la fase 2 in cui viene immesso vapor d'acqua dal basso e si avrà la produzione di gas d'acqua; subito dopo si passa alla fase 3 in cui si insuffla vapor d'acqua dall'alto facendo così continuare la produzione di gas d'acqua. La temperatura è scesa a valori favorevoli per far avvenire la reazione, per cui, una volta completata, si passa al lavaggio per liberare la griglia dall'idrogeno e dal carbonio che si sono depositati.
Il gas d'acqua si usava un tempo come carburante alternativo nelle auto a gasogeno, miscelato con gas d'aria.